# 日野村 (群馬県)
日野村（ひのむら）は群馬県の南西部、多野郡に属していた村。

## 地理
- 山岳：西御荷鉾山、東御荷鉾山
- 河川：鮎川

## 歴史
- 1889年（明治22年）4月1日 - 町村制施行により、上日野村、下日野村、金井村が合併し多胡郡日野村が成立する。
- 1896年（明治29年）4月1日 - 郡統合（緑野郡、多胡郡、南甘楽郡）により多野郡に属する。
- 1955年（昭和30年）3月1日 - 平井村とともに藤岡市へ編入される。